# Vlag van de Franse Zuidelijke Gebieden

Vlag van de Franse Zuidelijke Gebieden

De vlag van de Franse Zuidelijke Gebieden bestaat uit een blauw veld met het kanton, de Franse vlag met een witte rand, op de rechterzijde bestaat uit vier witte hoofdletters T, A, A, F met elkaar verweven, omgeven door vijf sterren.
Het is geformaliseerd door het decreet van 23 februari 2007, dat het als volgt, definieert in het tweede artikel: In de vorm van een scheepsvlag is dit embleem "azuurblauw met de vier letters T, A, A, F, met elkaar verweven, vergezeld op een punt van vijf sterren, de hele zilver, en naar het kanton in bleek azuurblauwe zilver keel". Merk op dat het decreet niet spreekt over een vlag maar over het embleem. Het decreet specificeert ook niet de reden voor de vijf sterren, maar verwijst waarschijnlijk de vijf districten van de Franse Zuidelijke Gebieden (TAAF): de Crozeteilanden, de Kerguelen, de eilanden Saint-Paul en Amsterdam, Adélieland en de Verspreide Eilanden in de Indische Oceaan (in 2007 aangesloten bij de Franse Zuidelijke Gebieden).
De vlag is gelijk aan met de oude vlag van de senior administrator van de Franse Zuidelijke Gebieden, maar die had slechts drie sterren en diende tot dan toe als vlag van de Franse Zuidelijke Gebieden. Deze vlag zou zijn aangenomen door de eerste van hen, Xavier Richert. Volgens het tijdschrift Historia waren de drie sterren aanwezig op zijn uniform en correspondeerden met de rang van Viceadmiraal, maar Xavier Richert was geen soldaat maar een hoge ambtenaar.

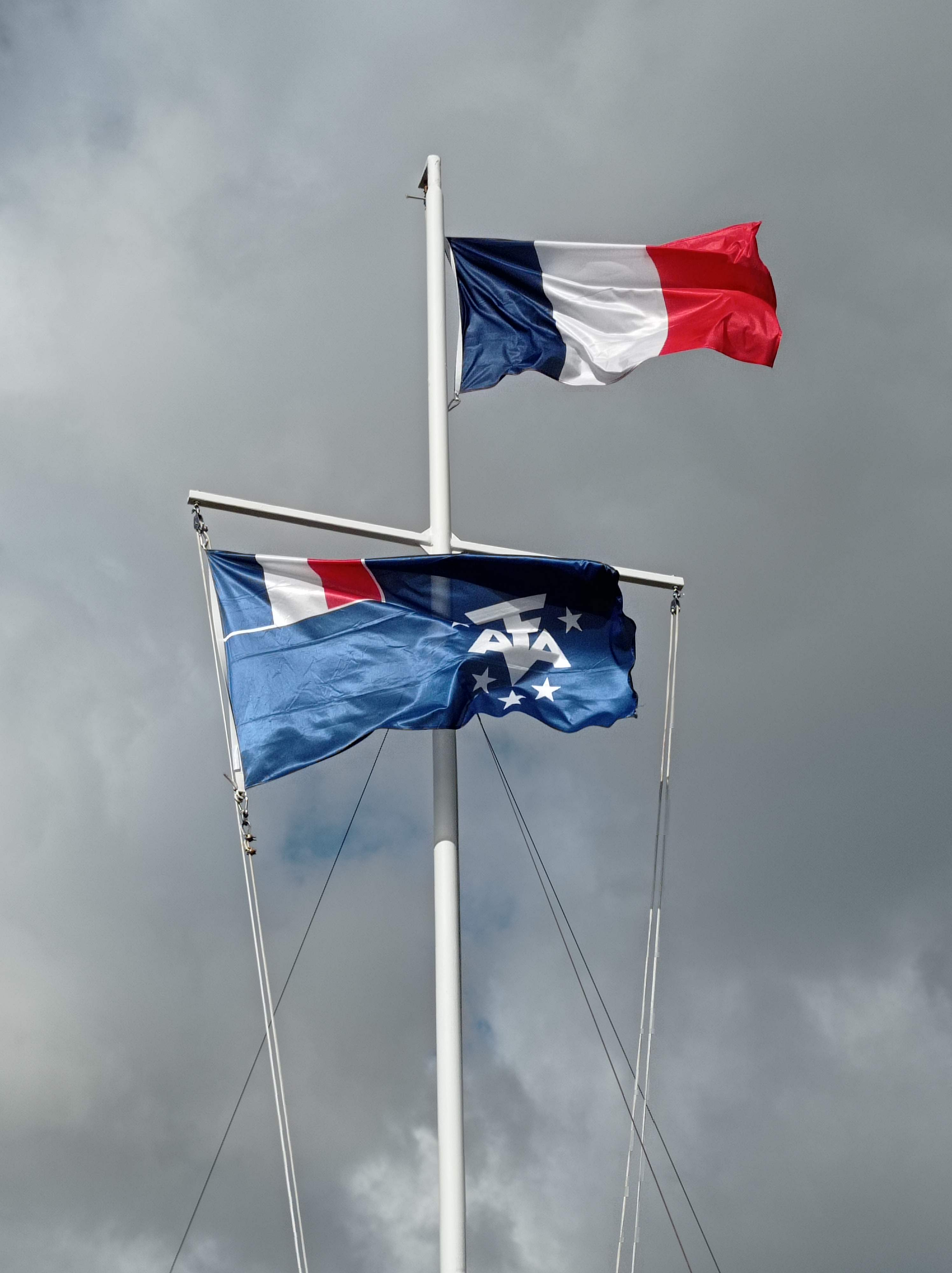
Vlag van de Franse Zuidelijke Gebieden met de nationale vlag in Martin-de-Viviès.
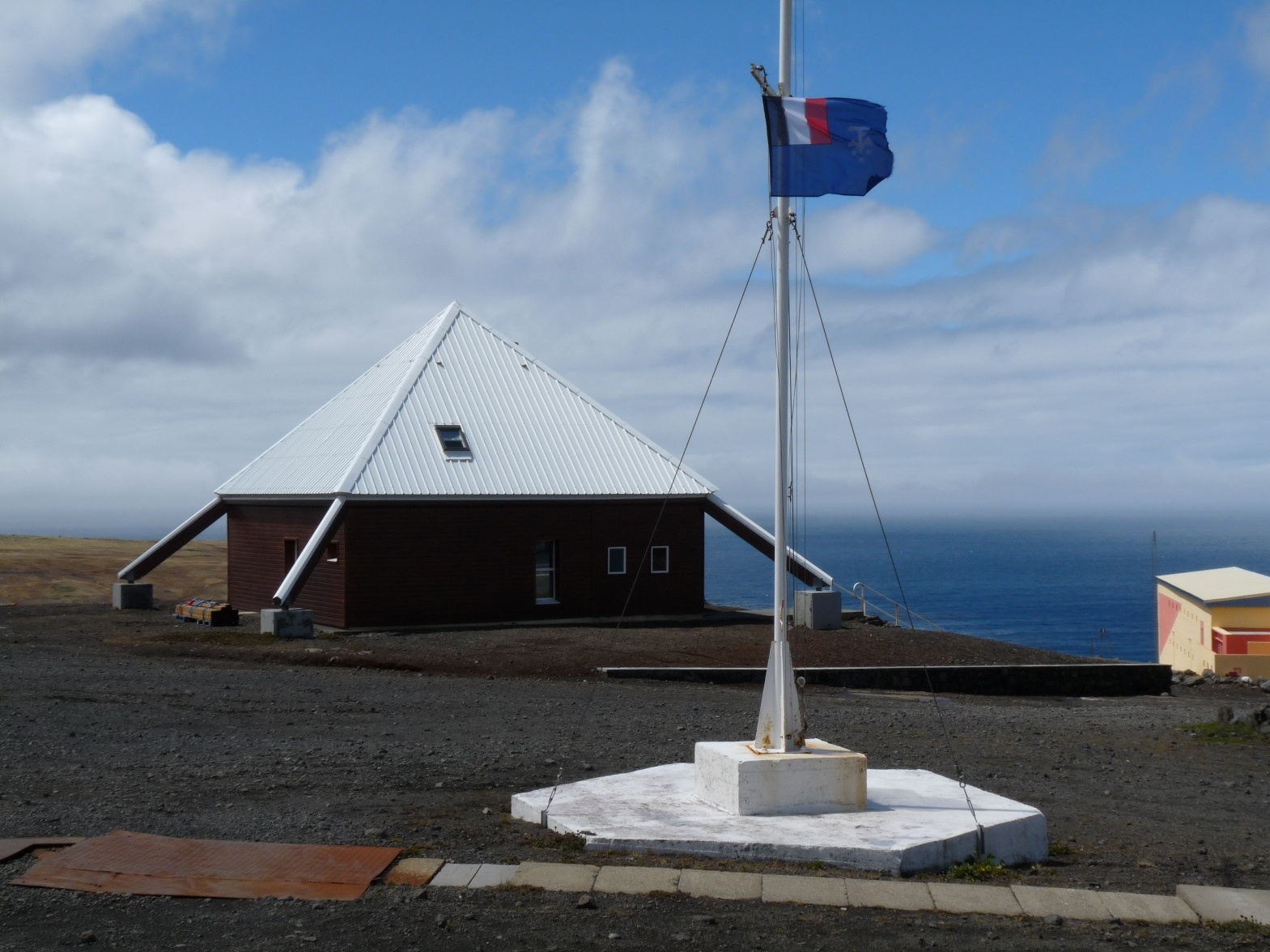
De oude vlag op de Base Alfred-Faure op het eiland Île de la Possession, in de Crozeteilanden
Vlag van de Hoge Bestuurder van de Franse Zuidelijke en Antarctische Gebieden.